# 绦虫病
绦虫病是由帶絛蟲（猪肉绦虫等物種）引起的消化道疾病。 一般绦虫病没有症状或仅有轻微症状，  例如體重下降或腹痛。  患者的粪便中可能会含有帶絛蟲。 如果食用了受污染的未煮熟的猪肉，就有可能罹患绦虫病，因為這種豬肉內含有猪肉绦虫。   醫生會通过粪便检查來判斷患者是否罹患绦虫病。 
一般如果能正确烹饪肉类就可以有效預防绦虫病。   患者罹患绦虫病後醫生會讓患者服用吡喹酮。 全球每年约5000万人會感染绦虫病，而且绦虫病在发展中国家更常见。 在美国，每年新發現的绦虫病的病例不到1,000 例。 